# Pigeon plombé
Patagioenas plumbea
Espèce
Statut de conservation UICN

 LC  : Préoccupation mineure
Le Pigeon plombé (Patagioenas plumbea) est une espèce d'oiseau appartenant à la famille des Columbidae.

## Description
Cet oiseau mesure 33 à 34 cm pour une masse de 170 à 230 g.
Il ressemble au Pigeon vineux mais est un peu plus grand.
Le mâle présente une teinte rose foncé sur l'essentiel des parties supérieures, teinté d'olivâtre sur le dos, l'arrière du cou pouvant arborer des taches bronze. Le dessous du corps est également rosâtre mais lumineux et parfois teinté de gris. La gorge est chamois et le dessous des ailes brun. Le bec est noir et les pattes rouge foncé.
Le dimorphisme sexuel est faible, la femelle présentant des teintes pourpres moins intenses et des taches sur le cou plus visibles.

## Répartition

répartition

## Habitat
Cette espèce vit dans les forêts pluviales tropicales et subtropicales.